# Home Sweet Home (película de 2005)
Home Sweet Home (怪物, Gwai Muk), es una película de Terror de Hong Kong del 2005 dirigida por Cheang Pou-soi, protagonizada Shu Qi, Karena Lam y Alex Fong. 

## Trama
May es una joven madre que se muda a un nuevo complejo de apartamentos con su familia. Pero tan pronto terminan de asentarse en la casa, se dan cuenta de que su hijo pequeño ha desaparecido. Se empieza a pensar que el niño ha sido raptado por una mujer horrorosamente deformada que cree que él es el hijo que perdió mucho tiempo atrás. May se ve forzada a buscar en todos los conductos y recovecos de su edificio de apartamento para localizar a su hijo, y enfrentarse con la otra afligida madre.

## Reparto
- Shu Qi	 ...	May
- Karen Lam	 ...	Yim Hung
- Alex Fong	 ...	Ray
- Tam Chun Ho	 ...	Cheng Chi Lo / Chan Wing Man
- Suet Lam	 ...	Lo Wai
- Peng Li	 ...	Chan Kin Shing
- Matt Chow	 ...	Mr. Chan
- Chau Hin Yan	 ...	Mrs. Chan
- Lisa Togo	 ...	Daisy
- Koan Hui	 ...	Mr. Lok
- Fanny Lee	 ...	Mrs. Lok
- Cheung Sin Ying	 ...	Lok's daughter
- Tam Chang Keung	 ...	Mr. Yeung
- Chan Wun Wun	 ...	Mrs. Yeung

## Producción
Home Sweet Home, se estrenó en Hong Kong el 27 de octubre de 2005.
En Estados Unidos fue lanzando en 2006 con el título de The Monster.